# Stazione di Gravina in Puglia (RFI)
La stazione di Gravina in Puglia  era la stazione ferroviaria a servizio della città omonima, posta sulla linea Rocchetta Sant'Antonio-Gioia del Colle. Nel 2016 il servizio ferroviario fu soppresso.

## Storia
La stazione fu inaugurata nel 1891, anno in cui è stata aperta la ferrovia.
La stazione, assieme all'intera tratta, venne soppressa per mancanza di traffico passeggeri nel 2016.

## Strutture e impianti
La stazione è costituita di un fabbricato viaggiatori e di alcuni piccoli fabbricati di servizio.
Il fascio di binari è costituito da un binario di corsa e uno passante.

## Movimento
Nella stazione fermavano solamente i treni regionali previsti dal contratto regionale di servizio.

## Servizi
- Sala d'attesa
- Servizi igienici